# Gustaf Rune Eriks
Gustaf Rune Eriks, egentligen Gustaf Rune Eriksson, född 14 februari 1918 i Maria Magdalena församling, Stockholms stad, död där 12 maj 1999, var en svensk författare. 

## Biografi
Eriks föddes på Södermalm i Stockholm, och var son till byggnadsarbetaren Bror Gustaf Eriksson och Olga, född Lönnqvist. Till yrket var han metallarbetare, busskonduktör och kontorist. Han var verksam som skribent i Arbetaren, Vi, BLM, 40-tal, Clarté och Läsbiten, samt litteraturkritiker i Aftontidningen 1944–1947.
Som författare förknippas Eriks med arbetarförfattarna och 40-talisterna, och var influerad av såväl amerikansk 1900-talsprosa som sekelskiftets impressionism. Han skrev främst noveller, men debuterade 1943 med Det blir bättre i vår, en roman om arbetslös ungdom som filmatiserades av Allan Edwall 1988. Även novellen Brist filmatiserades 1953, i regi av Kenne Fant. Eriks skildrar i sitt författarskap ofta Södermalm, där han själv föddes och växte upp, och räknas till de klassiska Stockholmsskildrarna. Bland Eriks novellsamlingar, som utmärks av sina melankoliska stämningar, återfinns bland andra Hänryckningens tid (1944) och Bortom orden (1955). Hans mest kända novell är Blått är det förlorades färg. 
År 1995 utgav Olle Thörnvall en avhandling om Gustaf Rune Eriks, Novellisten Gustaf Rune Eriks – en studie i hans liv och författarskap.

### Samlingar och urval
- Städer och skeenden : valda noveller från ett kvartssekel. Boc-serien, 99-0117341-8. Staffanstorp: Cavefors. 1969. Libris 23038
- Från Slottet till Slussen = From the Royal Palace to Slussen / ill. efter originallitografier av Reinhold Ljunggren ; [övers.: Sven Erik Täckmark]. Stockholm: Grafioteket. 1981. Libris 7791135. ISBN 9197034304
- Blått är det förlorades färg : Stockholmsnoveller / urval och inledning: Olle Thörnvall. Lund: Ellerströms. 1995. Libris 7758584. ISBN 9186489240

## Priser och utmärkelser
- 1950 – Boklotteriets stipendiat
- 1950 – Svenska Dagbladets litteraturpris (delat med Tore Zetterholm, Hanserik Hjertén och Britt G. Hallqvist)
- 1976 – Bernspriset